# Ortikon
Ortikon – jeden z rodzajów lampy analizującej.
Wybieranie wiązką elektronów w tego typu lampie odbywa się ortogonalnie (prostopadle) do płytki światłoczułej. Strumień elektronów był wolniejszy niż w ikonoskopie i superikonoskopie, lampa nie generowała zatem sygnałów fałszywych (ciemnych plam w obrazie).
Lampa nie zdobyła dużej popularności. 
Około 1950 skonstruowano ortikon obrazowy (superortikon), który mógł pracować nawet przy bardzo słabym oświetleniu. Wadami tego rozwiązania było zasilanie lampy z kilkunastu źródeł zasilania, duży ciężar i długość (ok. 40 cm), konieczność utrzymywania stałej temperatury (termostatowanie).